# 董訓官
董訓官（？年—？年），雲南省曲靖府尋甸州人，乾隆二十五年（1760年）庚辰恩科17名舉人，乾隆三十三年（1768年）署四川省順慶府鄰水縣知縣。乾隆三十四年二月，被護理四川總督布政使海明參昏庸不職革職。